# Magnolia elegans
Magnolia elegans este o specie de plante din genul Magnolia, familia Magnoliaceae. A fost descrisă pentru prima dată de Carl Ludwig von Blume, și a primit numele actual de la Hsüan Keng. Conform Catalogue of Life specia Magnolia elegans nu are subspecii cunoscute.